# Derby de la Côte Sud
La rivalité entre le Portsmouth FC et le Southampton FC, se réfère à l'antagonisme entre deux des principaux clubs de football du Hampshire. Leurs confrontations portent par conséquent le nom de Hampshire Derby (Derby du Hampshire) ou South Coast Derby (Derby de la côte sud, du fait de la localisation du Hampshire, sur la côte sud de l'Angleterre).
La rivalité entre les deux équipes a pour origine la rivalité qui existe entre les deux villes. En effet, le port de la ville de Portsmouth a appartenu officiellement à la ville de Southampton pendant près de 800 ans, du XIIe siècle à 1835. Ainsi pendant cette période, les deux villes revendiquaient le contrôle du commerce dans les docks.
Le palmarès national et le bilan des confrontations est à l'avantage de Portsmouth. Ce dernier a remporté à 62 reprises le derby contre 56 fois pour Southampton et 21 matchs nuls. Pompey a remporté deux championnats d'Angleterre (1949 et 1950) et deux coupes d'Angleterre contre respectivement tandis que les Saints de Southampton n'ont gagné qu'une coupe.

## Navigation